# Duisburger TSV 1899
Duisburger TSV 1899 was een Duitse voetbalclub uit Duisburg, Noordrijn-Westfalen.

## Geschiedenis
De club werd opgericht in 1903 als Duisburger BV en nam in 1906 de naam SV Viktoria 03 aan. De club was aangesloten bij de West-Duitse voetbalbond en ging in de Ruhrse competitie spelen. In 1905 mocht de club aantreden in de hoogste klasse, maar trok zich uiteindelijk terug. In 1908/09 speelde de club opnieuw in de hoogste klasse. In het tweede seizoen werd de club vicekampioen achter FC Union 05 Düsseldorf. Ook het volgende seizoen moest de club genoegen nemen met een tweede plaats, deze keer achter VfvB Ruhrort 1900. Van 1911 tot 1913 speelde de club in de Noordrijnse competitie en daarna tot 1920 weer in de Ruhrse. In 1912 fuseerde de club met Duisburger FK 1899 en nam de naam Duisburger SV Viktoria 1899 aan. Duisburger FK had in het eerste seizoen van de Ruhrcompetitie in de hoogste klasse gespeeld, maar degradeerde meteen. Viktoria was een subtopper maar kon nooit een titel winnen.
In 1920 werd de club in de nieuwe competitie van Bergisch-Mark ingedeeld. Deze competitie bestond het eerste seizoen uit vier reeksen die na dit seizoen werden samengevoegd. Viktoria kwalificeerde zich niet en moest voor het eerst sinds 1907 weer naar de tweede klasse. In 1922 fuseerde de club met Turn-Borussia Duisburg von 1848 en werd zo Duisburger TSV 1848. Een jaar later besliste de overheid dat turnclubs en voetbalclubs gescheiden moesten worden. De turners gingen terug verder onder de naam Duisburger TV 1848 terwijl de balsporters als Duisburger TSV 1899 verdergingen.
In 1937 fuseerden beide clubs opnieuw en de naam werd nu TuS Duisburg 48/99, later zou de club nog fuseren met Duisburger SpV om zo het huidige Eintracht Duisburg 1848 te worden.